# Sandscheid
Sandscheid ist ein Ortsteil der Stadt Königswinter im nordrhein-westfälischen Rhein-Sieg-Kreis. Er gehört zum Stadtteil Oberpleis, am 30. September 2022 zählte er 13 Einwohner.

## Geographie
Der Weiler Sandscheid liegt auf 195 m ü. NHN, etwa zwei Kilometer östlich des Ortszentrums von Oberpleis auf einem mit einem rechten Zufluss des Pleisbachs nach Westen abfallenden Gelände. Zu den nächstgelegenen Ortschaften gehören Sand im Nordosten, Bennerscheid im Osten, Berghausen im Süden und Frohnhardt im Nordwesten. Sandscheid wird von der Landesstraße 268 (Uckerath–Oberpleis–Oberdollendorf) durchquert, die die Grenze zwischen den Gemarkungen Oberpleis (Norden) und Berghausen (Süden) markiert.

## Geschichte
Die Ortschaft Sandscheid, so benannt nach den lokalen Flurnamen „Im Sandscheid“ und „Auf dem Sandscheid“, entstand erst nach dem Bau einer im Jahre 1898 eröffneten katholischen Volksschule. Zum Einzugsbereich der Schule gehörten Bennerscheid, Berghausen, Pützstück, Sand und Waschpohl. Um 1900 kam auf der gegenüberliegenden Straßenseite des Schulgebäudes ein Bauernhof hinzu. Zwischen 1952 und 1954 erhielt Sandscheid eine eigene Kapelle, die zunächst nur für Schulgottesdienste genutzt wurde. Durch den Ort führte bis zu einem umfassenden Ausbau in den 1960er-Jahren eine Pflasterstraße.
1965 wurde die Volksschule in eine katholische Grundschule umgewandelt, die mit ihrer Gründung ein neuerrichtetes Gebäude in Sandscheid bezog. Das alte Schulgebäude beherbergte, erweitert um einen Anbau, ab 1972 einen katholischen Kindergarten. Nach Schließung der Grundschule diente ihr vormaliges Gebäude in den 1990er-Jahren als Unterkunft für Aussiedler und Asylbewerber. Der katholische Kindergarten zog zu dieser Zeit nach Oberpleis um, worauf bis zum Jahr 2000 ein neuer Kindergarten in privater Regie entstand. Er war zunächst im einstigen Volksschulgebäude ansässig, zog aber 2002 in das frühere Grundschulgebäude um. Das Volksschulgebäude wurde 2007 abgerissen.

## Sehenswürdigkeiten

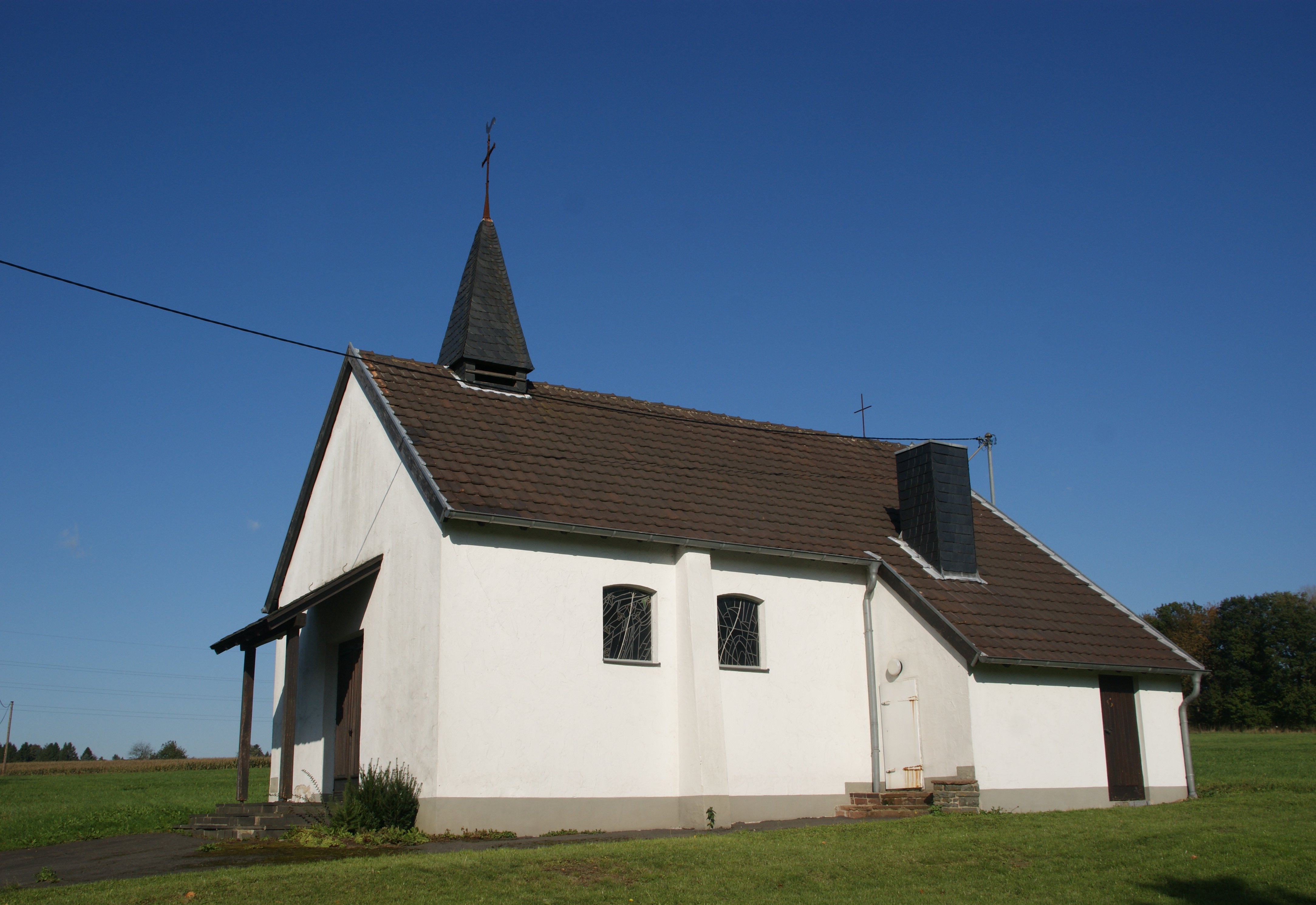
Kapelle „Maria zum Frieden“

- die katholische Kapelle „Maria zum Frieden“; geweiht 1954; Grundstein und Altarreliquien aus der Oberpleiser Propsteikirche, mit Altarmosaik Die Wiederauffindung Jesu im Tempel und Weihwasserkessel aus Messingkartusche einer amerikanischen Artilleriegranate aus dem Zweiten Weltkrieg[2]
- ein als denkmalwert geltendes Wegekreuz an der Willmerother Straße; errichtet 1935; Sockel, Kreuzschaft und -arme aus Basaltsäulen, gusseiserner Korpus aus dem 19. Jahrhundert[3]